# Elemér Somfay
Elemér Somfay (Budapest, 28 agosto 1898 – Budapest, 15 maggio 1979) è stato un multiplista ungherese.

## Palmarès

### Olimpiadi
- Argento a Parigi 1924 nel pentathlon.